# Klojz

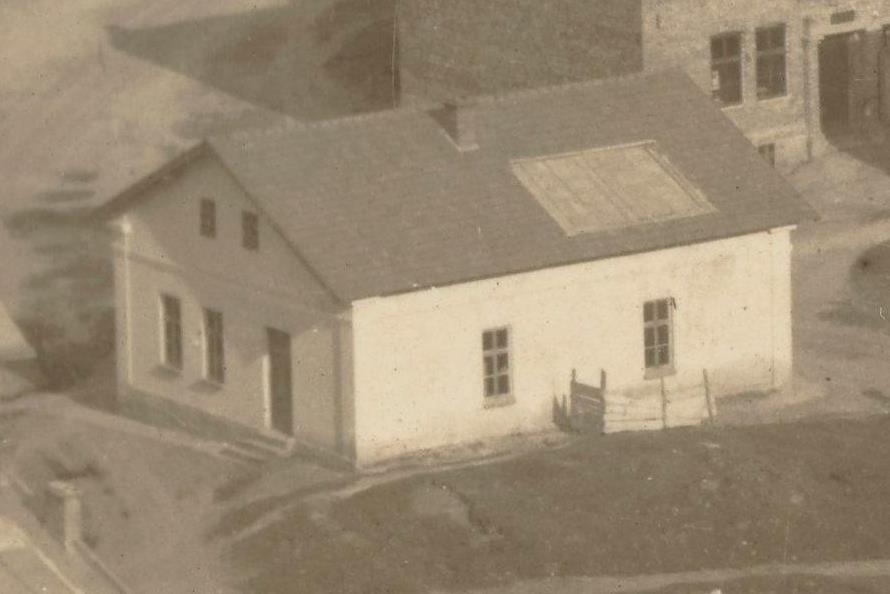
Klojz w Trembowli, z dachem otwieranym na święto Sukkot

Klojz, klaus (jid. ‏קלויז‎ klojz, z niem. Klause „cela”), klajzł (zdrobniałe jid. ‏קלײַזל‎ klajzl) – mały budynek lub jego część, służący jako dom modlitwy (niewielka bóżnica lub bet midrasz), należący do określonej grupy zawodowej bądź społecznej.
Określenia tego używali Żydzi środkowej i wschodniej Europy od XVII wieku. Szczególnie często swoje domy modlitwy nazywali tak chasydzi zamieszkujący Galicję.